# Joey Guðjónsson
Jóhannes Karl ("Joey") Guðjónsson (Akranes, 25 mei 1980) is een IJslandse ex-profvoetballer die bij voorkeur als middenvelder speelde. Hij is nu actief als trainer bij ÍA Akranes. Joey debuteerde in 2003 in het IJslands voetbalelftal.

## Erelijst
- 1998/99: Belgisch landskampioen( met KRC Genk)

## Clubstatistieken
| Seizoen                          | Land                             | Club                             | Competitie       | Duels | Goals |
| -------------------------------- | -------------------------------- | -------------------------------- | ---------------- | ----- | ----- |
| 1998                             | IJsland                          | ÍA Akranes                       | Úrvalsdeild      | 8     | 1     |
| 1998/1999                        | België                           | KRC Genk                         | Eerste Klasse    | 5     | 0     |
| 1999/2000                        | Nederland                        | → MVV                            | Eredivisie       | 20    | 5     |
| 2000/2001                        | Nederland                        | RKC Waalwijk                     | Eredivisie       | 31    | 4     |
| 2001/2002                        | Nederland                        | RKC Waalwijk                     | Eredivisie       | 4     | 2     |
| 2001/2002                        | Spanje                           | Real Betis                       | Primera División | 11    | 0     |
| 2002/2003                        | → Engeland                       | Aston Villa                      | Premier League   | 11    | 2     |
| 2002/2003                        | Spanje                           | Real Betis                       | Primera División | 1     | 0     |
| 2003/2004                        | Spanje                           | Real Betis                       | Primera División | 0     | 0     |
| 2003/2004                        | Engeland                         | → Wolverhampton Wanderers        | Premier League   | 11    | 0     |
| 2004/2005                        | Engeland                         | Leicester City                   | Championship     | 35    | 2     |
| 2005/2006                        | Engeland                         | Leicester City                   | Championship     | 42    | 8     |
| 2006/2007                        | Nederland                        | AZ                               | Eredivisie       | 5     | 0     |
| 2006/2007                        | Engeland                         | Burnley                          | Championship     | 11    | 0     |
| 2007/2008                        | Engeland                         | Burnley                          | Championship     | 28    | 1     |
| 2008/2009                        | Engeland                         | Burnley                          | Championship     | 39    | 6     |
| 2009/2010                        | Engeland                         | Burnley                          | Premier League   | 10    | 0     |
| 2010/2011                        | Engeland                         | Huddersfield Town                | League One       | 38    | 2     |
| 2012/2013                        | IJsland                          | ÍA Akranes                       | Úrvalsdeild      | 21    | 3     |
| 2013/2014                        | IJsland                          | ÍA Akranes                       | Úrvalsdeild      | 20    | 5     |
| 2014/2015                        | IJsland                          | Fram Reykjavík                   | Pepsi Max deild  | 18    | 2     |
| 2015/2016                        | IJsland                          | Fylkir                           | Lengjudeild      | 16    | 2     |
| 2016/2017                        | IJsland                          | HK Kópavogs                      | Lengjudeild      | 9     | 0     |
| 2017/2018                        | IJsland                          | HK Kópavogs                      | Lengjudeild      | 4     | 0     |
| Bijgewerkt tot 28 september 2022 | Bijgewerkt tot 28 september 2022 | Bijgewerkt tot 28 september 2022 | Totaal           | 398   | 45    |